# Типтон (округ, Индиана)
Ти́птон (англ. Tipton County) — округ в штате Индиана, США. По состоянию на 2010 год, численность населения составляла 15 936 человека.

## История
Округ был официально образован в 1844 году и, как и его столица, был назван в честь Джона Типтона (1786—1839), участника битвы при Типпекано и героя Англо-американской войны.

## География
По данным Бюро переписи США, общая площадь округа равняется 674,877 км2, из которых 674,799 км2 суша и 0,030 км2 или 0,010 % это водоёмы.

## Население
По данным переписи населения 2000 года в округе проживает 16 577 жителей в составе 6 469 домашних хозяйств и 4 748 семей. Плотность населения составляет 25,00 человек на км2. На территории округа насчитывается 6 848 жилых строений, при плотности застройки около 10,00-ти строений на км2. Расовый состав населения: белые — 98,35 %, афроамериканцы — 0,14 %, коренные американцы (индейцы) — 0,22 %, азиаты — 0,30 %, гавайцы — 0,01 %, представители других рас — 0,33 %, представители двух или более рас — 0,65 %. Испаноязычные составляли 1,21 % населения независимо от расы.

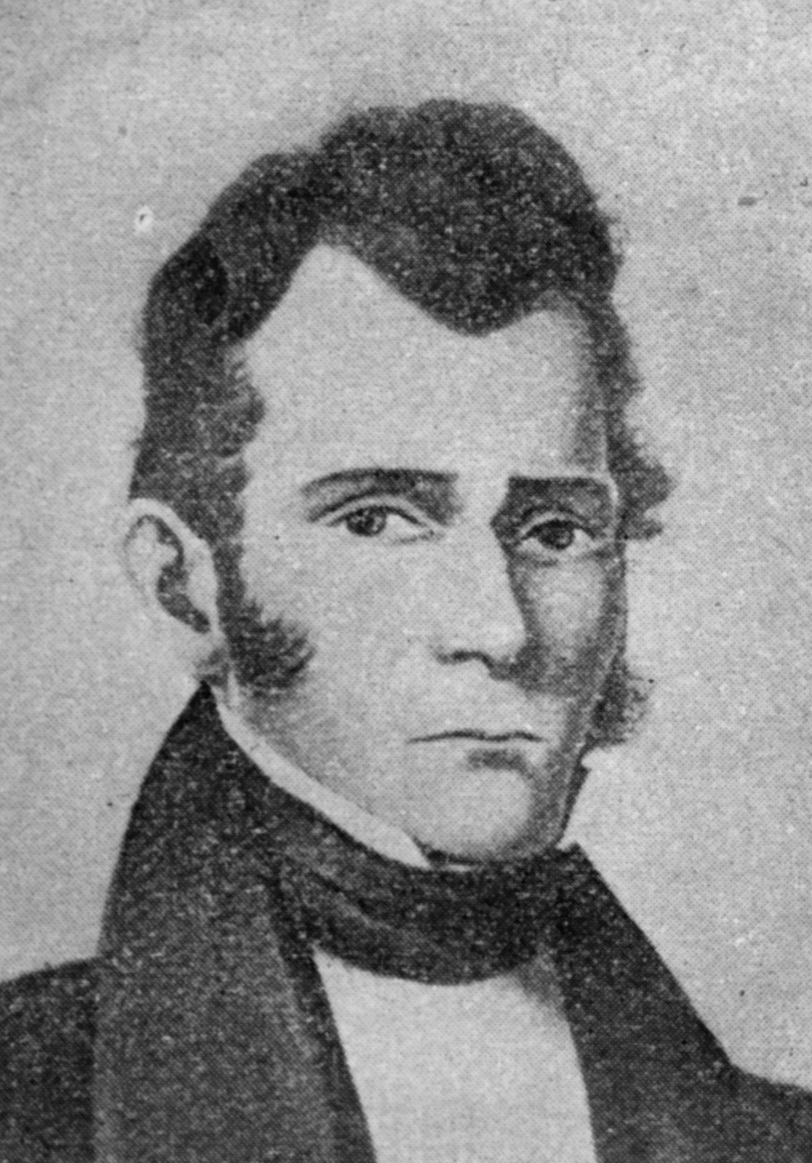
Типтон, Джон (1786—1839)

В составе 32,50 % из общего числа домашних хозяйств проживают дети в возрасте до 18 лет, 62,30 % домашних хозяйств представляют собой супружеские пары проживающие вместе, 7,70 % домашних хозяйств представляют собой одиноких женщин без супруга, 26,60 % домашних хозяйств не имеют отношения к семьям, 23,10 % домашних хозяйств состоят из одного человека, 11,20 % домашних хозяйств состоят из престарелых (65 лет и старше), проживающих в одиночестве. Средний размер домашнего хозяйства составляет 2,53 человека, и средний размер семьи 2,97 человека.
Возрастной состав округа: 25,00 % моложе 18 лет, 7,20 % от 18 до 24, 28,10 % от 25 до 44, 25,10 % от 45 до 64 и 25,10 % от 65 и старше. Средний возраст жителя округа 38 лет. На каждые 100 женщин приходится 95,70 мужчин. На каждые 100 женщин старше 18 лет приходится 91,60 мужчин.
Средний доход на домохозяйство в округе составлял 48 546 USD, на семью — 56 080 USD. Среднестатистический заработок мужчины был 42 109 USD против 25 061 USD для женщины. Доход на душу населения составлял 21 926 USD. Около 2,90 % семей и 5,10 % общего населения находились ниже черты бедности, в том числе — 4,50 % молодежи (тех, кому ещё не исполнилось 18 лет) и 8,80 % тех, кому было уже больше 65 лет.